# Евтихий (патриарх Константинопольский)
Евти́хий Константинопо́льский (греч. Ευτύχιος  Κωνσταντινουπόλεως; ок. 512 — 5 апреля 582) — патриарх Константинопольский (552—565, 577—582). Святой Православной церкви, почитается в лике святителей, память совершается 6 апреля (по юлианском календарю).

## Жизнеописание
Родился в селении, носившем название «Божественное», во Фригийской области. Его отец, Александр, был воином, а мать, Синесия, была дочерью священника августопольской церкви Исихия. Евтихий получил первоначальное образование и христианское воспитание от своего деда-священника. В возрасте 12 лет он был отправлен в Константинополь для получения дальнейшего образования. Юноша преуспел в изучении наук, но затем решил посвятить себя иноческой жизни. Он удалился в один из амасийских монастырей и принял в нём монашеский постриг. За свою строгую жизнь он был поставлен архимандритом всех амасийских монастырей.
Когда при императоре Юстиниане (527—565) готовился созыв Пятого Вселенского собора, митрополит Амасийский был болен и отправил вместо себя архимандрита Евтихия. По преданию, увидев Евтихия в Константинополе, престарелый патриарх Мина (536—552) предсказал, что он будет после него патриархом. Когда в присутствии императора обсуждался вопрос о Феодоре Мопсуетском, Иве Едесском и Феодорите Кирском, разделявших в ряде вопросов мнение Нестория, но считавшихся православными, то Евтихий высказался о допустимости церковного осуждения уже умерших людей (все трое к тому моменту уже были мертвы) и привёл пример библейского царя Иосии, который велел выкопать и сжечь кости идолослужителей (4Цар. 23:16).
Согласно житию Евтихия, после смерти святого Мины императору Юстиниану в видении явился апостол Пётр и, указав на Евтихия, произнёс «Пускай сей да будет поставлен вам епископом». В 552 году Евтихий был возведён на патриарший престол.
В начале патриаршего служения Евтихия в 553 году состоялся Пятый Вселенский собор, который осудил возникшие в империи ереси и предал их анафеме. Однако через несколько лет в церкви возникла новая ересь, автартодокетов, то есть «нетленномнителей», которые учили, что плоть Христова прежде Крестной смерти и Воскресения была нетленной и не испытывала страданий. Святой Евтихий обличал эту ересь, но император Юстиниан, сам склонившийся к ней, обрушил свой гнев на святителя. По приказу императора 22 января 565 года воины схватили святителя в храме, сорвали с него патриаршее облачение и отправили в ссылку в Амасийский монастырь.
Святитель кротко переносил изгнание, проводил время в монастыре в посте и молитве. К этому периоду его жизни житие относит ряд чудотворений: исцеление больных, изгнание бесов и т. п. Во время нападения персов на Амасию и всеобщего разорения жителей по указанию святителя из монастырских житниц давали зерно голодающим.
После смерти патриарха Иоанна Схоластика Евтихий в 577 году вернулся на константинопольскую кафедру после своего 12-летнего изгнания. В 582 году святитель Евтихий в день празднования Пасхи заболел и скончался в Фомино воскресенье. Его погребли в церкви Двенадцати апостолов. В 1246 году мощи святителя из Константинополя были перенесены в Венецию.

## Сочинения
Сочинения святителя Евтихия включены в 86-й том Patrologia Graeca. На русском языке издано:
- Проповедь о Пасхе и святой Евхаристии. — В кн.: Собрание древних Литургий Восточных и Западных. Вып. 4. СПб., 1874, с. 59—65.